# Associazione Calcio Pordenone 1962-1963
Questa voce raccoglie le informazioni riguardanti l'Associazione Calcio Pordenone nelle competizioni ufficiali della stagione 1962-1963.

## Rosa
| N. |                   | Ruolo | Calciatore              |
| -- | ----------------- | ----- | ----------------------- |
|    | Italia (bandiera) |       | Artico                  |
|    | Italia (bandiera) | P     | Giandomenico Baldisseri |
|    | Italia (bandiera) |       | Baradel                 |
|    | Italia (bandiera) | P     | Roberto Bazzali         |
|    | Italia (bandiera) | C     | Fabrizio Betti          |
|    | Italia (bandiera) | C     | Roberto Bonizzoni       |
|    | Italia (bandiera) | A     | Gianni Brollo           |
|    | Italia (bandiera) | A     | Domenico Canepa         |
|    | Italia (bandiera) | P     | Lauro Canese            |
|    | Italia (bandiera) | C     | Manlio Della Pietra     |
|    | Italia (bandiera) | C     | Guido Del Grosso        |

| N. |                   | Ruolo | Calciatore         |
| -- | ----------------- | ----- | ------------------ |
|    | Italia (bandiera) | D     | Armando Ferro      |
|    | Italia (bandiera) | C     | Roberto Guarinoni  |
|    | Italia (bandiera) | D     | Severino Iosio     |
|    | Italia (bandiera) | A     | Federico Jaconissi |
|    | Italia (bandiera) | D     | Antonio Magnetto   |
|    | Italia (bandiera) | D     | Riccardo Piva      |
|    | Italia (bandiera) | D     | Radames Pizzolito  |
|    | Italia (bandiera) | A     | Gianni Renzulli    |
|    | Italia (bandiera) | D     | Pierluigi Repetto  |
|    | Italia (bandiera) | C     | Silvano Russo      |
|    | Italia (bandiera) | C     | Ivan Zanutto       |